# 榕江西湖公园
23°32′22″N 116°21′05″E / 23.539544°N 116.351393°E

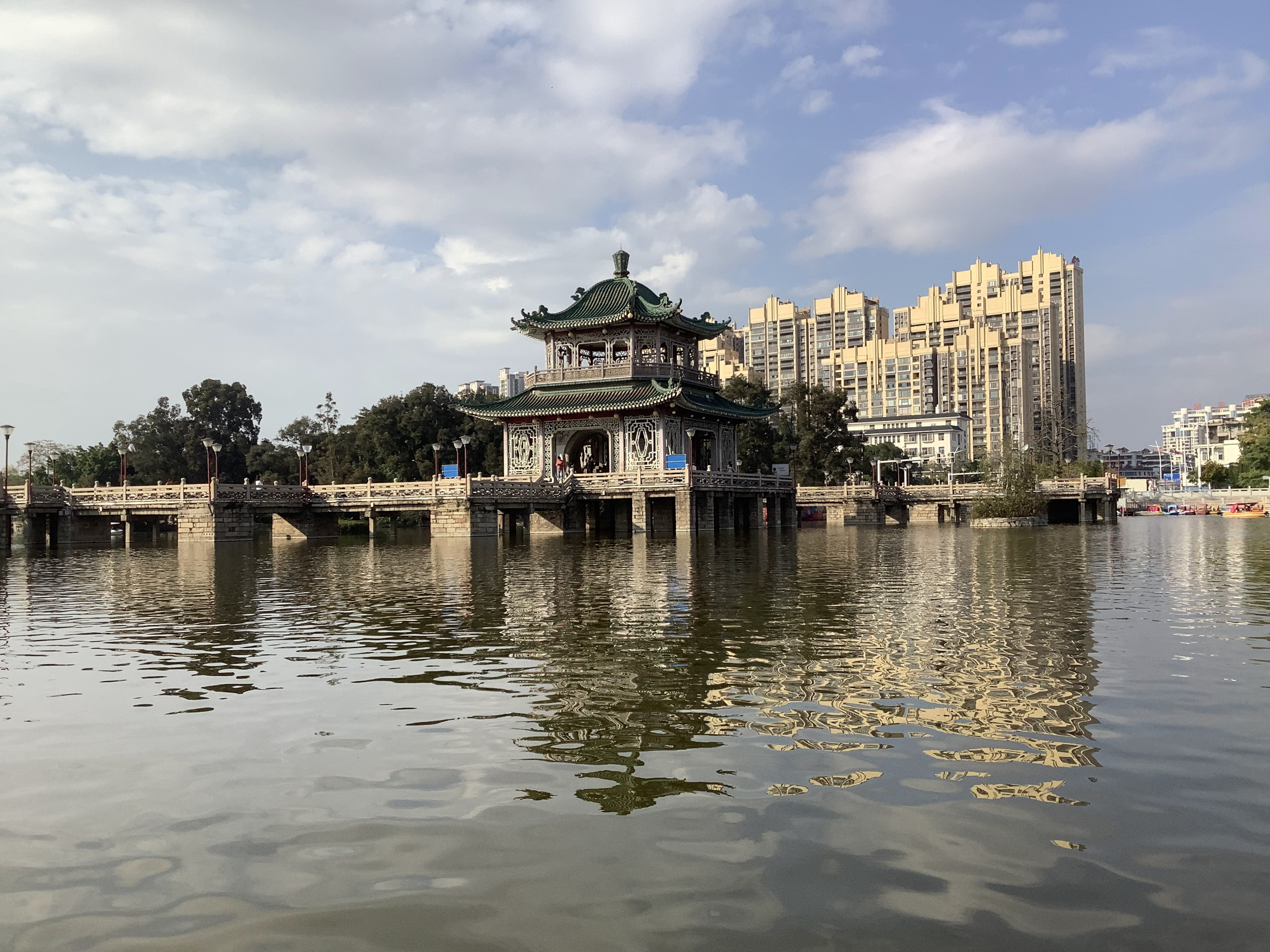
揭阳西湖湖心亭

榕江西湖公园，又称揭阳西湖，位于广东省揭阳市榕城区，始建于1958年。为人工湖泊，面积22.4公頃（55英畝）。

## 历史
2024年春节期间，揭阳西湖进行改造，公园出入口、湖心亭翻新。

## 主要景点

### 湖心亭
湖心亭为双层建筑，南北两旁皆为九曲桥。
二楼现已不对游客开放。镶有16幅字画，但因保存不善均被蛀坏；其中包括署名为“林士煜”的2首诗句，和“问渠那得清如许，为有源头活水来”、“物华天宝人杰地灵”、“衔远山吞长江”、“一抹晚霞涟漪里，□竿疏竹朦胧中”等书法。

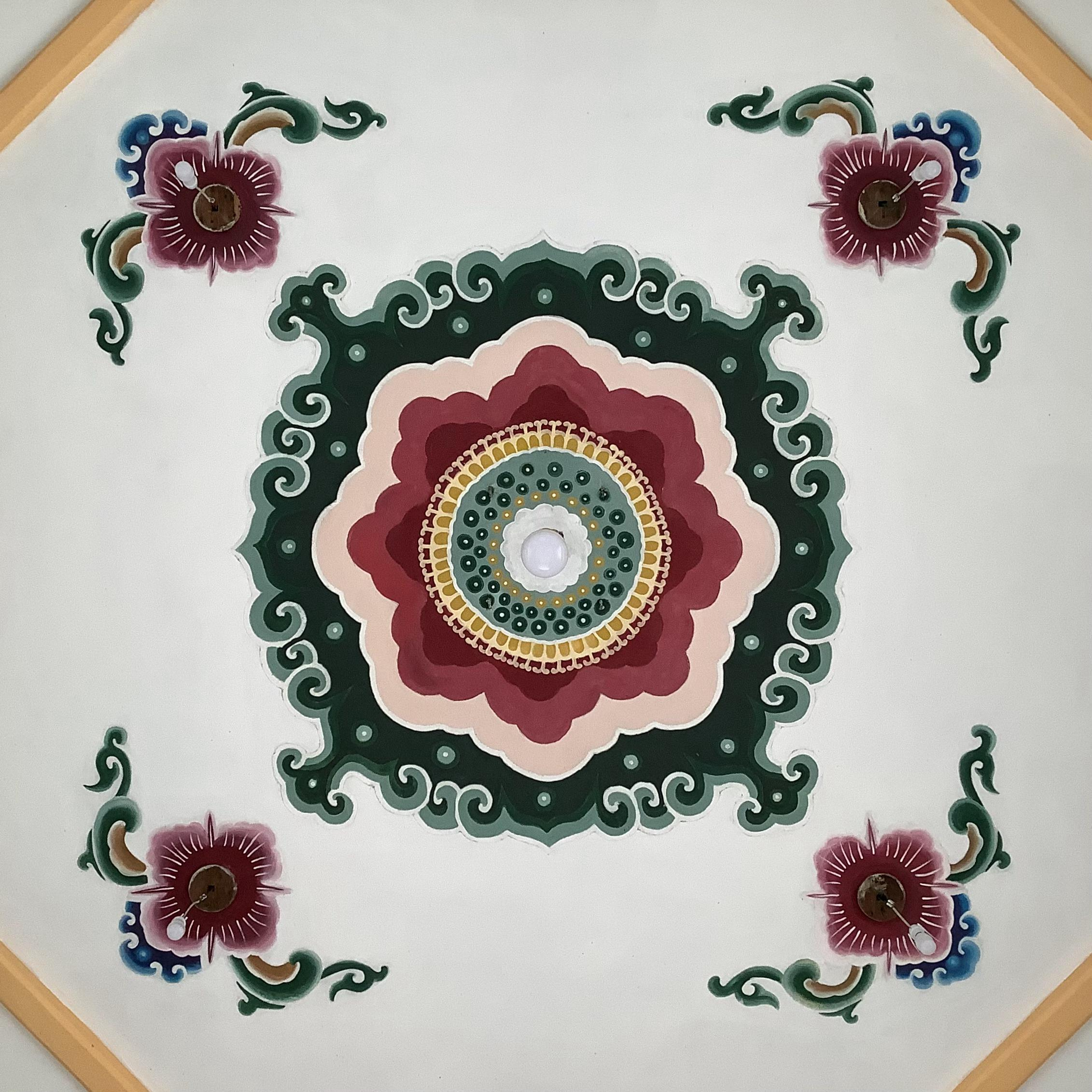
一楼的藻井
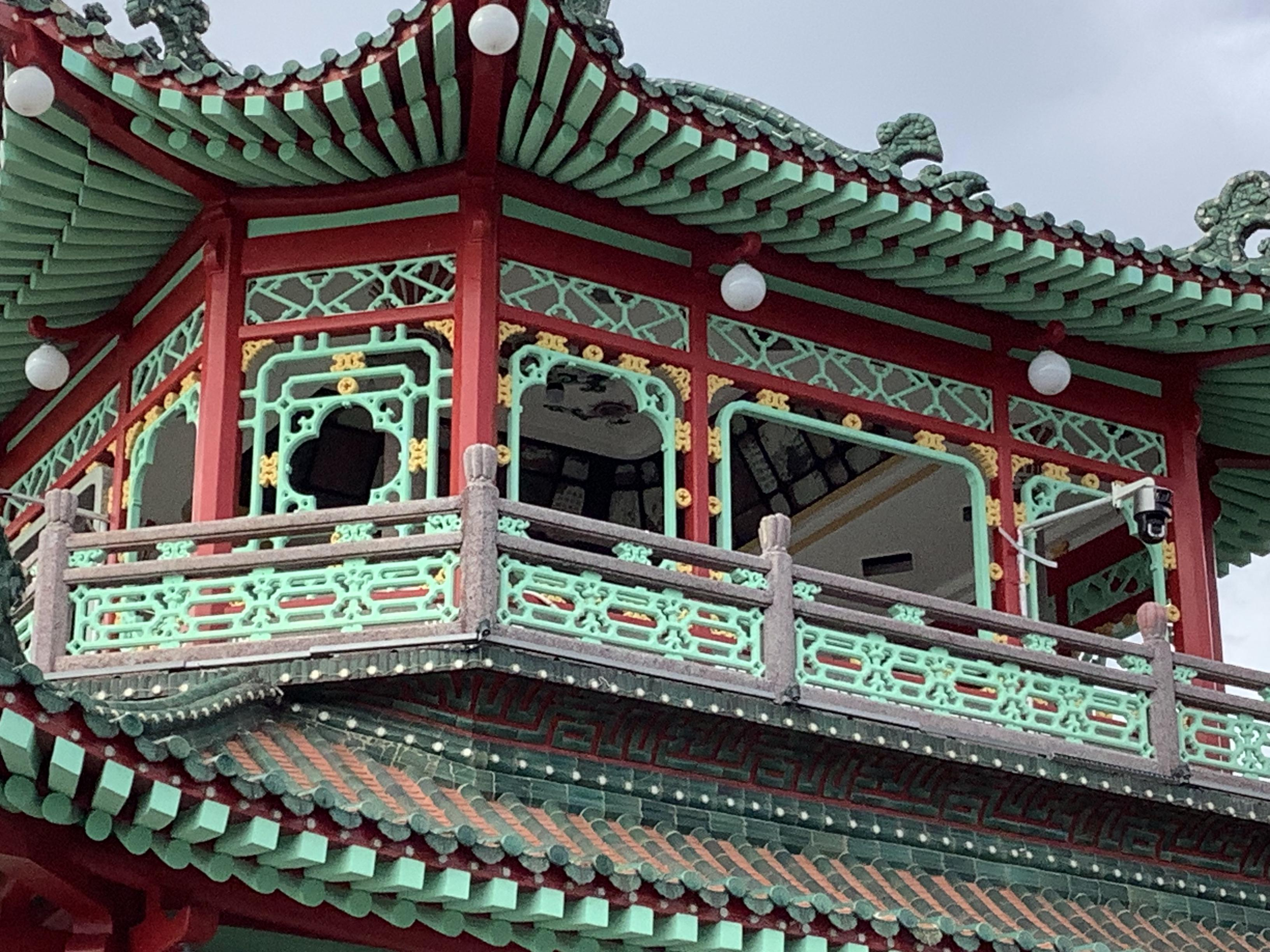
湖心亭二楼镶嵌的残损字画

### 双象戏水
一座伫立于九曲桥桥头的大型混凝土雕塑，由雕塑家陈保国和陈茂辉父子于1982年建成，高6.6（22英尺）。
2016年10月15日，《双象戏水》雕塑曾移至附近水厂内，一度被认为已经拆除；2024年11月移回揭阳西湖。

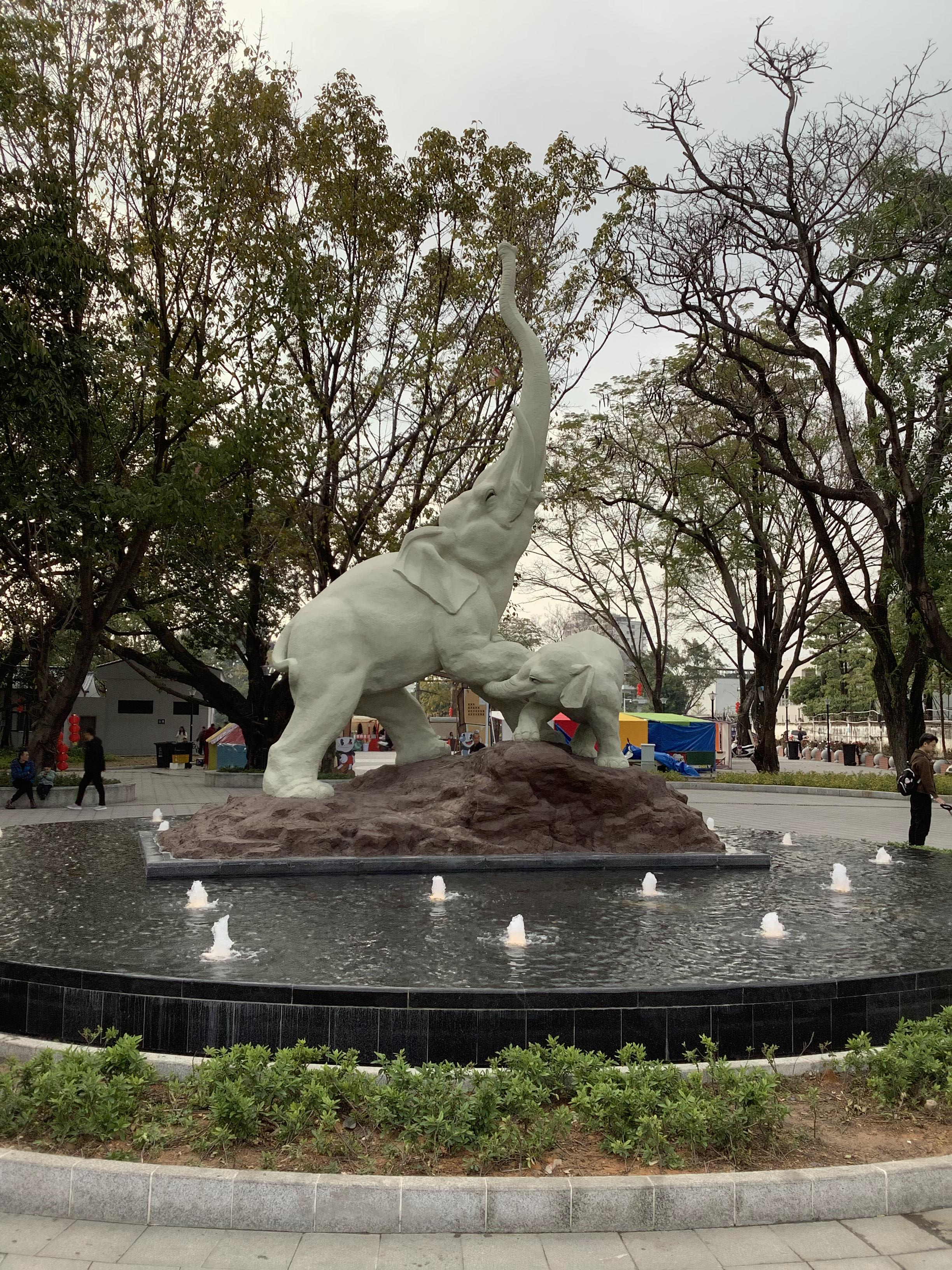
“双象戏水”雕塑正面
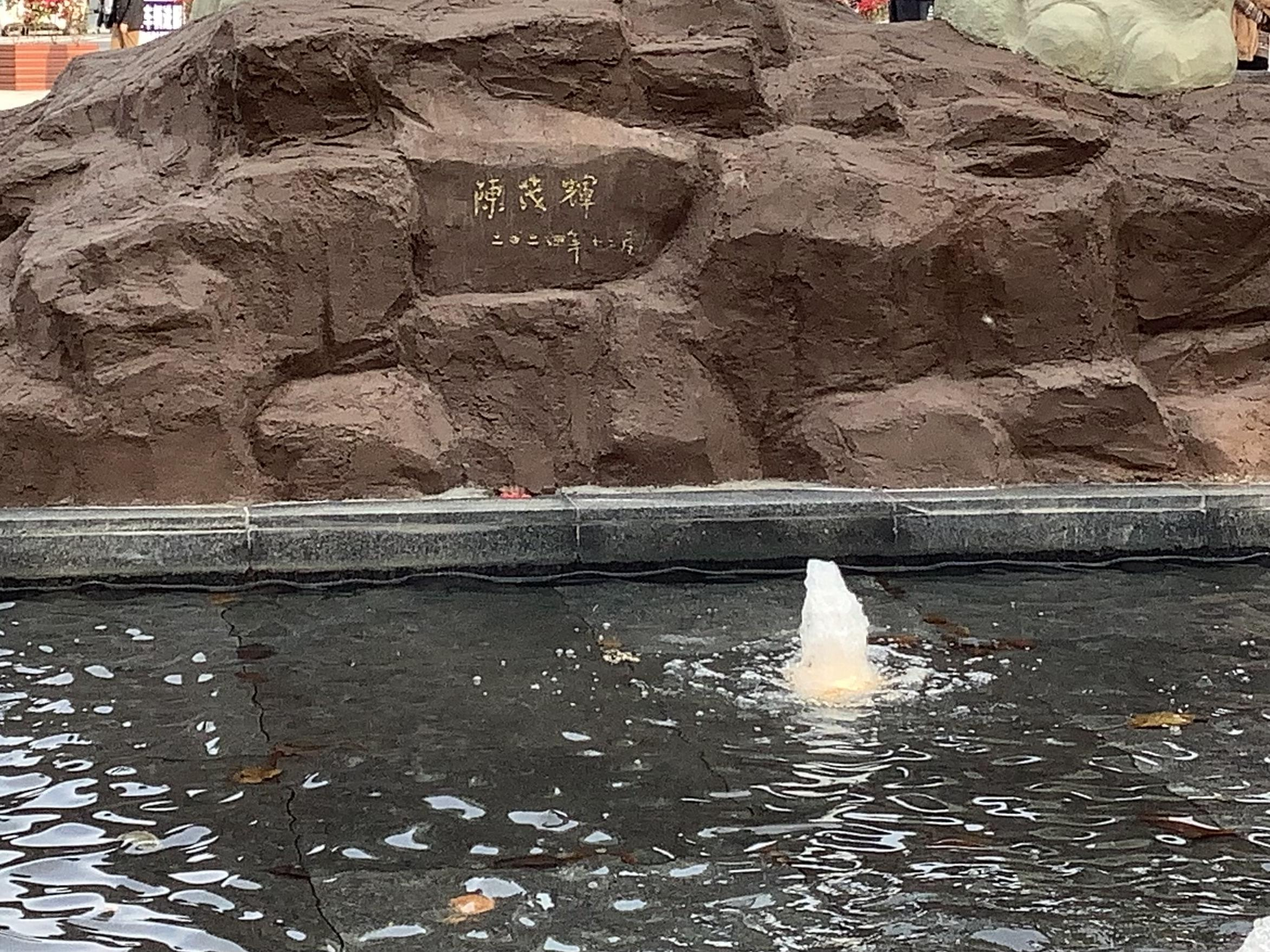
“双象戏水”背面的题字

## 周边景点

### 受德慈善会

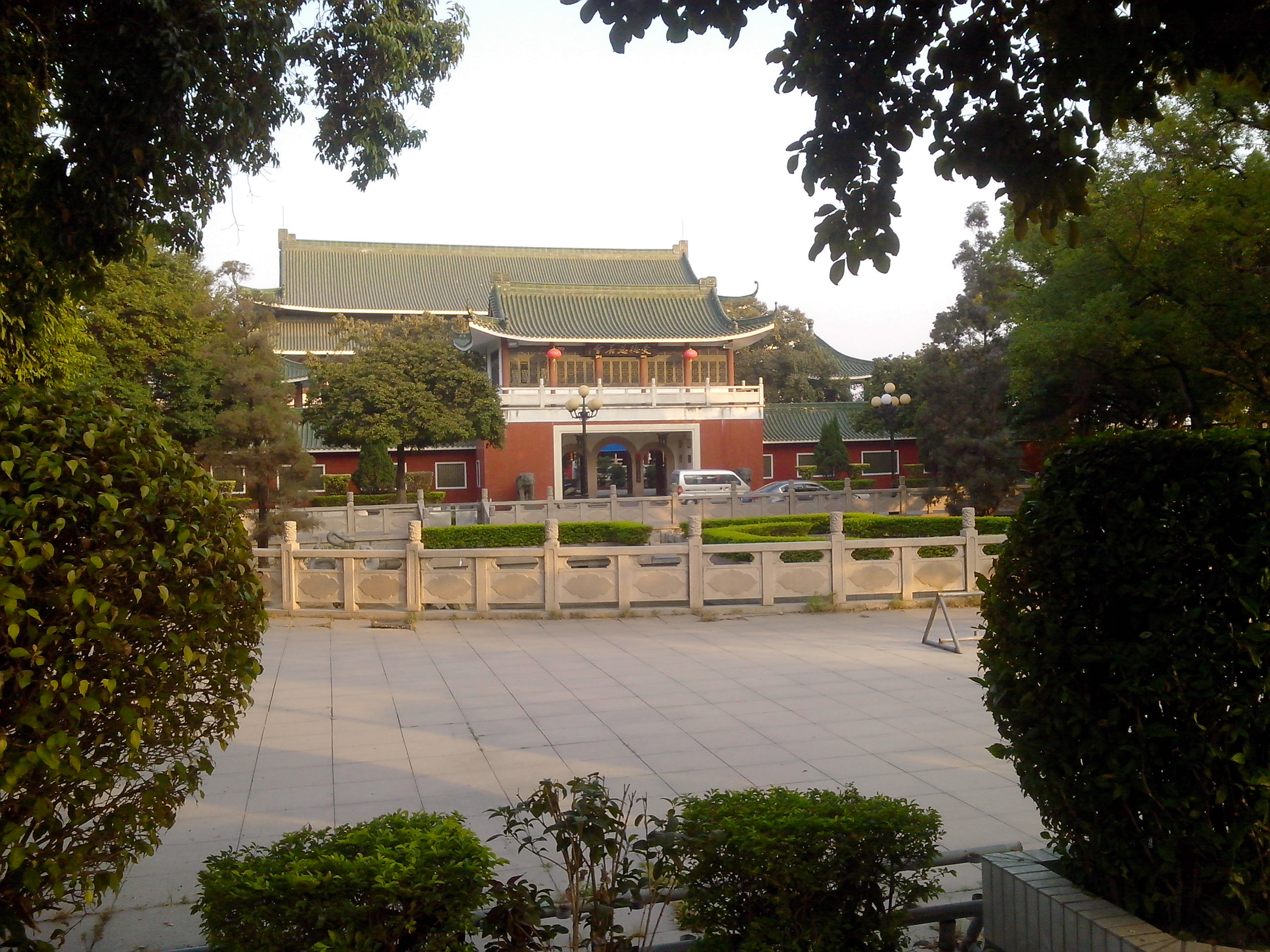
受德慈善会

受德慈善会是一座于1995年5月12日成立的民间慈善机构，同时也是老人院和庙宇。慈善会附近有一组仿圆明园十二生肖雕像。

#### 十二生肖雕像
- 代表十二生肖中鼠年的雕像
- 代表十二生肖中牛年的雕像
- 代表十二生肖中虎年的雕像
- 代表十二生肖中兔年的雕像
- 代表十二生肖中龍年的雕像
- 代表十二生肖中蛇年的雕像
- 代表十二生肖中馬年的雕像
- 代表十二生肖中羊年的雕像
- 代表十二生肖中猴年的雕像
- 代表十二生肖中雞年的雕像
- 代表十二生肖中狗年的雕像
- 代表十二生肖中豬年的雕像

### 西湖美术馆
原址为少年宫和西湖服务中心。美术馆于2020年9月26日开放，馆内所展览的主题不固定。

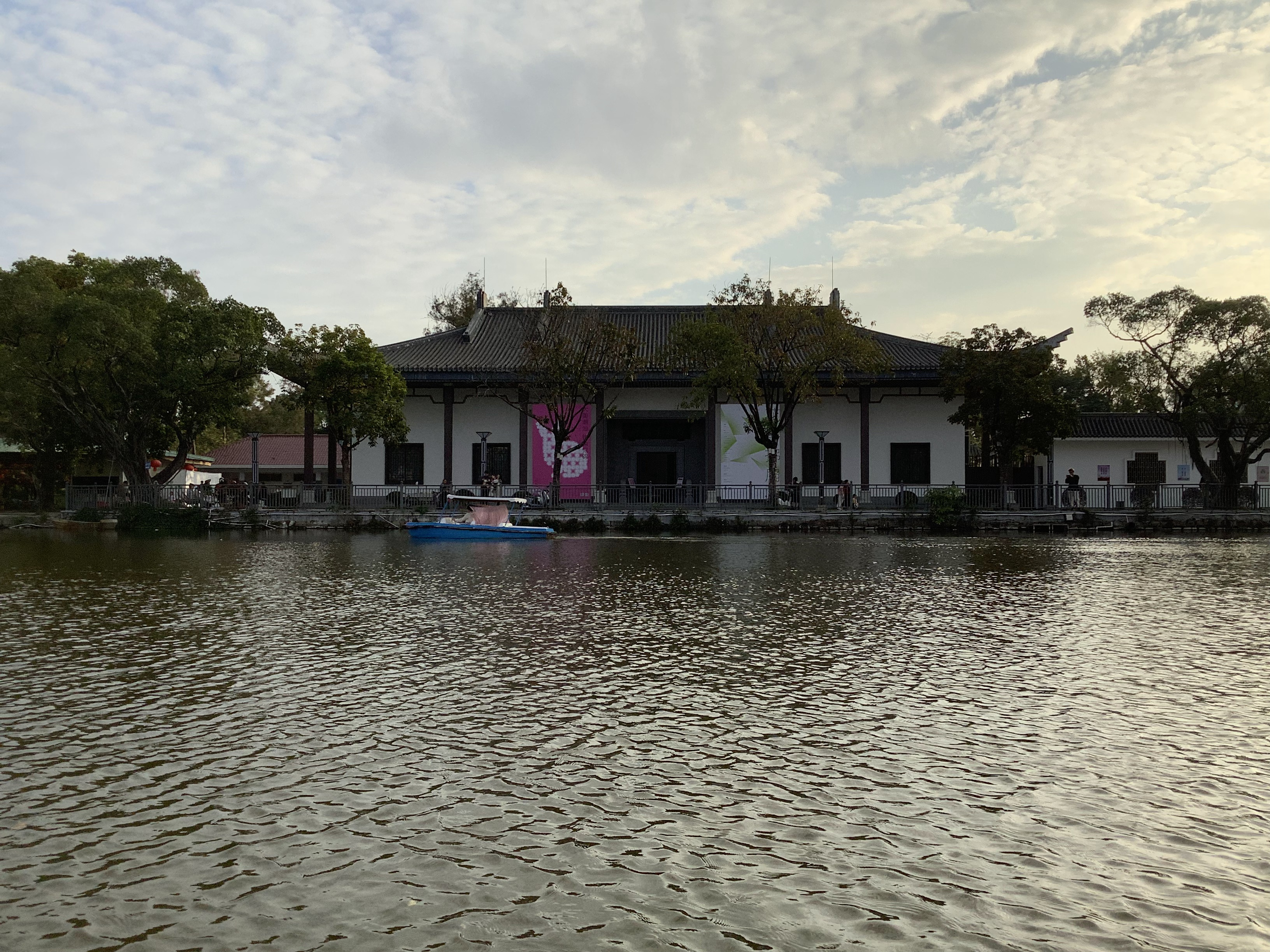
西湖美术馆
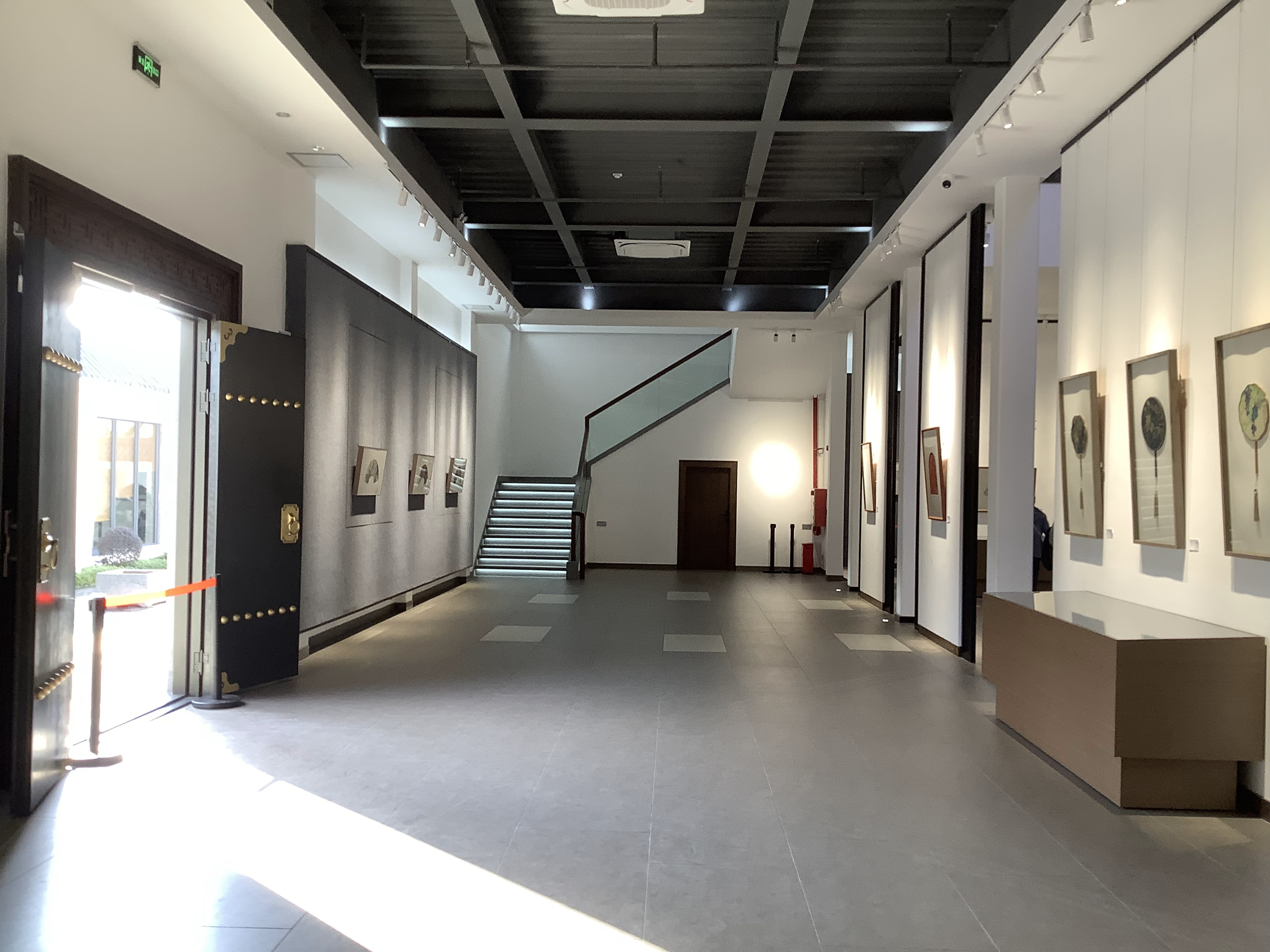
西湖美术馆内部

### 西门派出所
揭阳西湖的水上建筑，2024年11月因修缮被拆除。

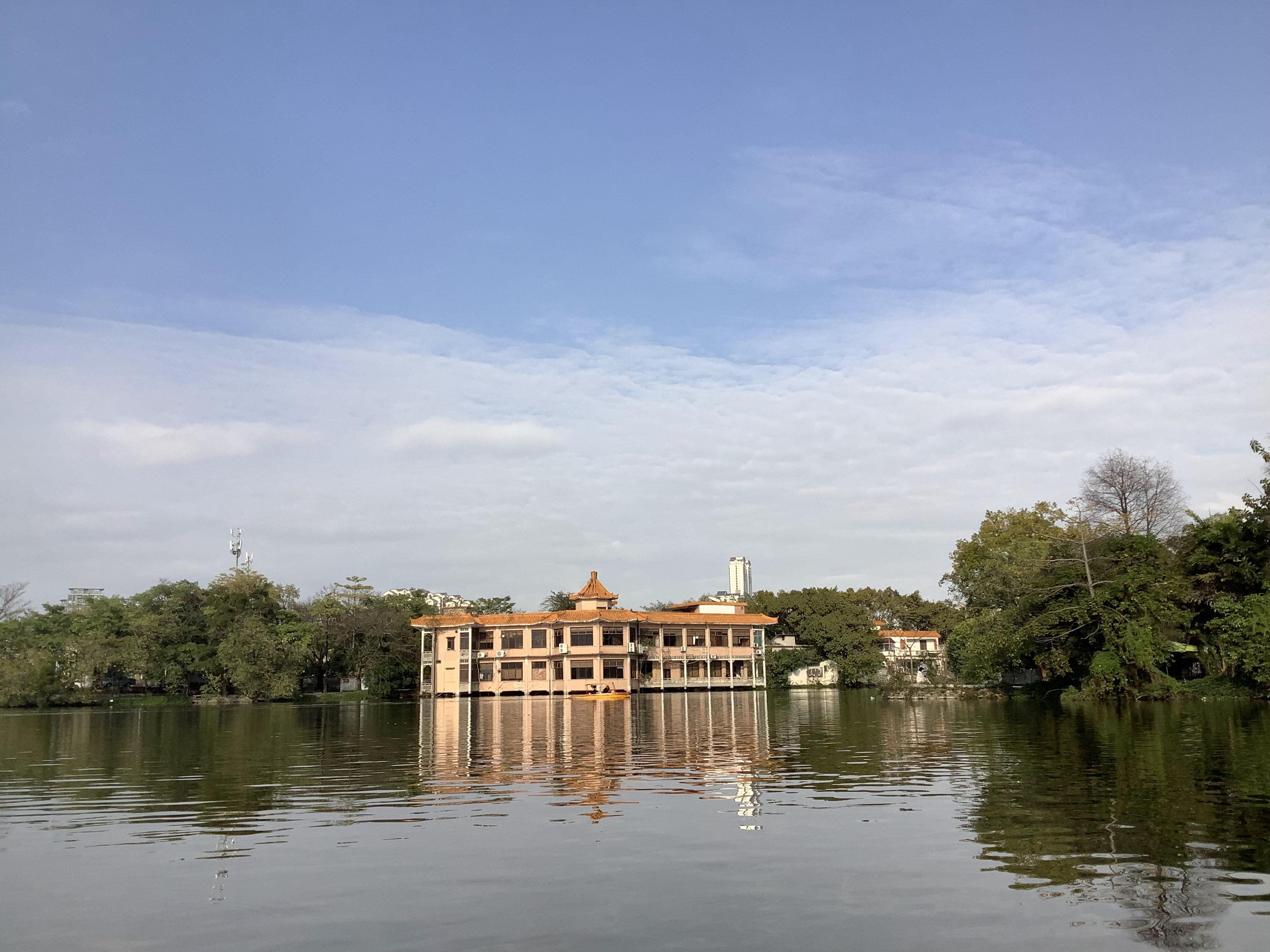
摄于2023年2月